# Universiteitsbibliotheek Graz
De Universiteitsbibliotheek Graz (UB Graz) is de grootste wetenschappelijke bibliotheek in Stiermarken. Voor deze provincie bezit ze tevens het wettelijk depotrecht. De bibliotheek behoort tot de Karl-Franzens-Universiteit en omvat naast de hoofdbibliotheek ook twee faculteitsbibliotheken (één voor Rechts-, Sociale en Economische Wetenschappen en een voor Godgeleerdheid), verschillende vakbibliotheken en instituutscollecties. De bibliotheek is openbaar toegankelijk.

## Geschiedenis

### De bibliotheek van de Universiteit van de Jezuïeten
De Universiteitsbibliotheek Graz is ontstaan tijdens de Contrareformatie. In Graz, waar de protestanten in de meerderheid waren, kon men sedert 1571 jezuïeten aantreffen. Op verzoek van de heerser, aartshertog Karel II, leidden ze er de rekatholisering in. Met dit doel werden in 1573 direct naast de kathedraal, een jezuïetenklooster en een daarmee verbonden school gesticht. Deze laatste beschikte over een eigen bibliotheek. In 1585 werd de school door paus Gregorius XIII als jezuïetenuniversiteit erkend. Zo verkreeg de bibliotheek de status van universiteitsbibliotheek. Ze kende een snelle groei zowel door de aanwinst van boeken die uit opgeheven kloosters werden aangevoerd als ook door schenkingen en aankopen. Zoals voor de universiteit, die hoofdzakelijk uit een theologische faculteit bestond, lag ook voor de bibliotheek de nadruk op het verzamelen van – niet enkel katholieke – theologische werken. Ook de natuurwetenschappen waren goed vertegenwoordigd. Dit kan worden toegeschreven aan de invloed van de wiskundige Paul Guldin, professor aan de Universiteit van de Jezuïeten te Graz. Door de opheffing van de jezuïetenorde in 1773 werd de Universiteit van de Jezuïeten in een Rijksuniversiteit omgevormd.

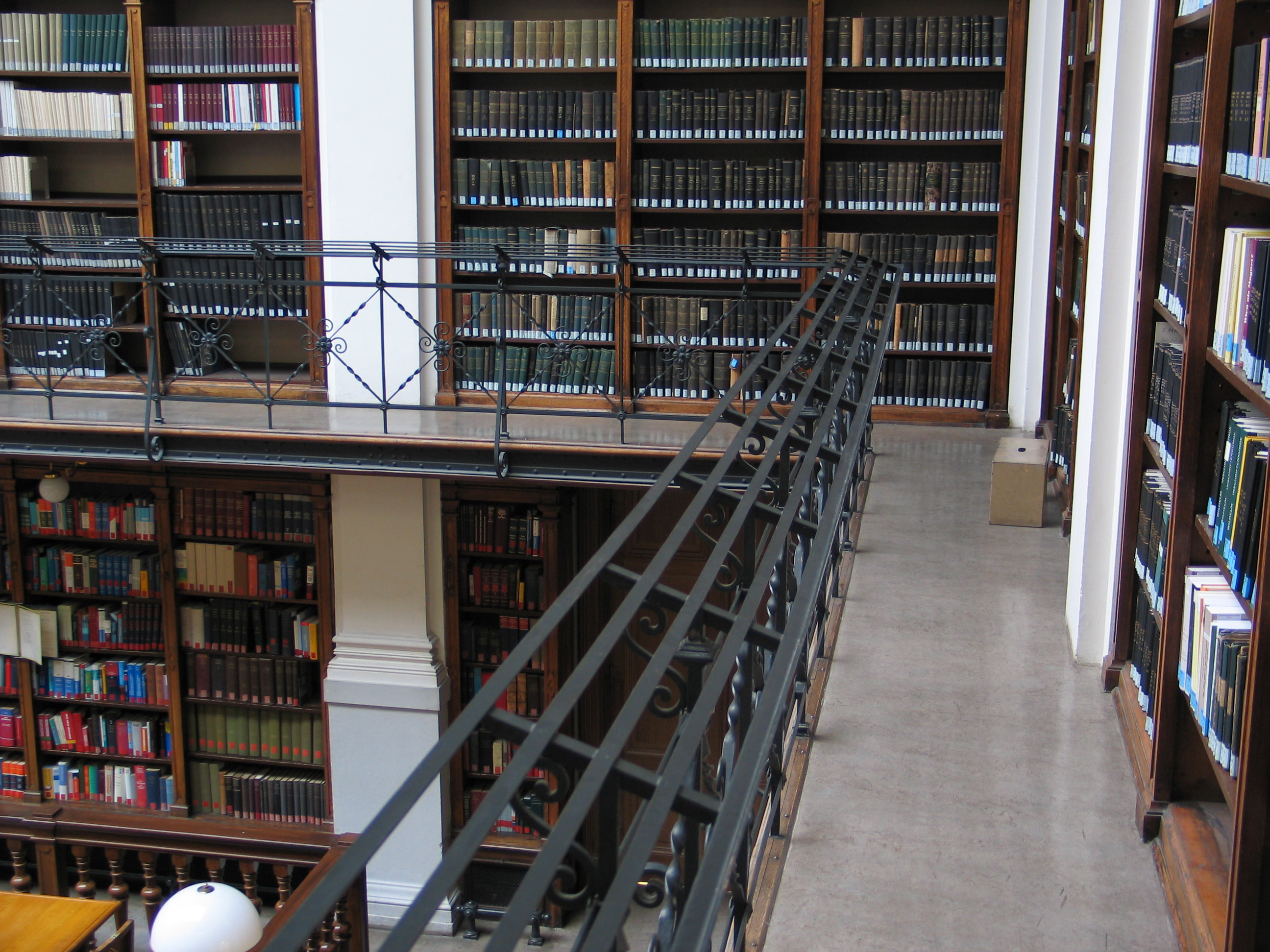
Leeszaal: galerij

### De bibliotheek van de Rijksuniversiteit
In 1775 werd de Universiteit Graz door een keizerlijk decreet officieel opnieuw gesticht en samen met haar bibliotheek geïntegreerd in de overheidsadministratie. Het was evenwel zo, dat de meeste keizerlijke ambtenaren die de universiteit en de bibliotheek bestuurden, voormalige jezuïeten waren. Na enkele architecturale aanpassingen werd de bibliotheek in 1781 weer geopend en was ze voor het eerst ook openbaar toegankelijk. Het grootste probleem waarmee de bibliotheek te kampen had, was het verlies van haar 28-delige catalogus. Deze werd tot op vandaag niet meer teruggevonden, vermoedelijk werd hij door de woedende jezuïeten met opzet vernietigd. De aangroei van de collectie, voornamelijk uit opgeheven bibliotheken van de jezuïeten, maakte de chaos nog groter.

### De bibliotheek van het "Lyceum"
Zoals vele andere universiteiten werd ook de Universiteit Graz in 1782 door keizer Jozef II tot een “lyceum” gedegradeerd. De collectie van de bibliotheek groeide desalniettemin verder aan.

### De heropgerichte Universiteitsbibliotheek
Op 19 april 1827, na een periode van 45 jaar, werd de vroegere Rijksuniversiteit door keizer Frans I van Oostenrijk juridisch in ere hersteld. Sedertdien wordt de universiteit, naar beide stichters, Karl-Franzens-Universität Graz genoemd. Aangezien aan de heroprichting van de universiteit de voorwaarde verbonden was, dat deze voor de staat geen bijkomende kosten mocht veroorzaken, bleef de universiteitsbibliotheek voor de uitbouw van haar collecties aangewezen op legaten en schenkingen. Pas toen in 1870 het personeel van drie tot zes ambtenaren werd uitgebreid en de dotatie van 830 tot 4000 gulden werd opgetrokken, slaagde de bibliotheek er sinds lange tijd voor het eerst weer in haar taak enigszins naar behoren te vervullen.

### Van de verhuizing tot het einde van de Tweede Wereldoorlog
De ruimtelijke beperkingen waaraan de universiteit in de binnenstad van Graz onderworpen was, leidden ertoe dat vanaf 1891 aan de rand van de stad (in de huidige wijk Geidorf) nieuwe gebouwen werden opgetrokken. Deze werden niet tegelijkertijd maar achtereenvolgens in gebruik genomen. De bibliotheek verhuisde tussen 9 en 22 september 1895 met 135.000 boeken naar het hoofdgebouw van de nieuwe universiteit. In 1914 werd de administratieve vleugel die zich aan de noordoostelijke lange zijde van de centrale leeszaal bevindt met een verdieping uitgebreid. De twee wereldoorlogen zetten een domper op de verdere ontwikkeling van de bibliotheek, dit zowel wat de aangroei van de collecties als wat de administratie betreft.
Om ze tegen luchtaanvallen te beschermen, werden 60.000 boeken in 1944 elders in veiligheid gebracht. Op 22 oktober 1945 werd de bibliotheek heropend. 4500 boeken (waaronder 200 manuscripten) gingen tijdens de Tweede Wereldoorlog toch definitief verloren.

### De recente ontwikkeling

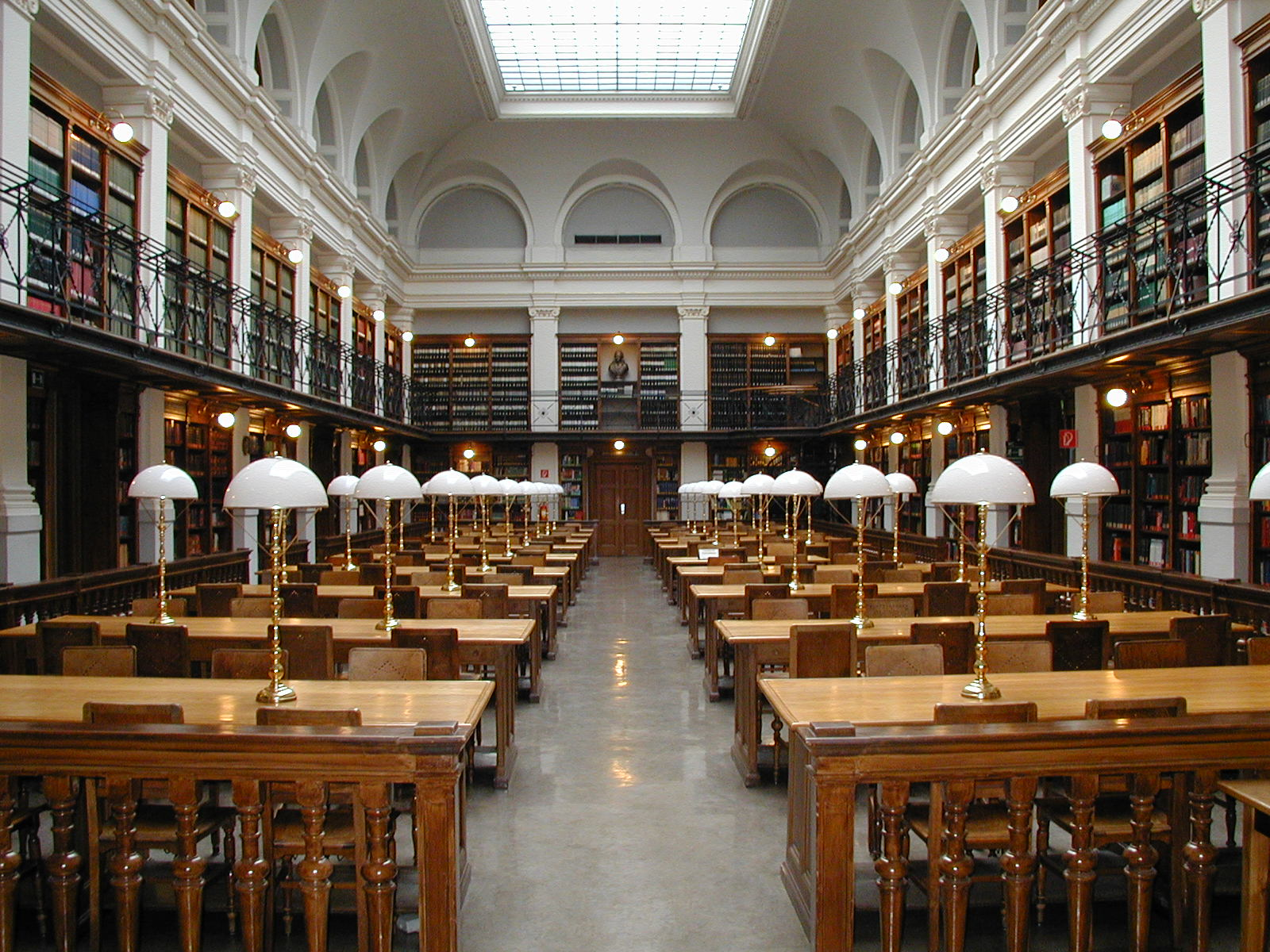
De historische neorenaissance leeszaal

De tweede helft van de 20e eeuw wordt enerzijds door architectonische veranderingen en anderzijds door een toenemende decentralisatie gekenmerkt. In 1950 werden beide magazijnen die zich zuidoostelijk van de smalle zijde van de leeszaal bevinden gecompleteerd met een nieuwe aanbouw. In 1970 kreeg de bibliotheek in het noordoosten een pretentieloze moderne aanbouw met een ingangshal en een directe toegang vanaf de straat.
Van 1994 tot 1996 werd het ReSoWi-Centrum gebouwd. Daarin werd de bibliotheek van de Faculteit voor Rechts-, Sociale- en Economische wetenschappen (deze is een onderdeel van de universiteitsbibliotheek) ondergebracht. Tezelfdertijd werd ook het hoofdgebouw vergroot, de nieuwe vleugel staat volledig ter beschikking van de universiteitsbibliotheek. De hoofdbibliotheek werd niet alleen vergroot, er werden ook vakbibliotheken, die geografisch iets verder van het hoofdgebouw gelegen zijn, opgericht, bijvoorbeeld in het „Universitair Centrum Wall“ in de Merangasse. In 1996 kwam er een mediatheek voor audiovisuele media bij. In 2004 splitste de toenmalige faculteit voor geneeskunde zich van de Karl-Franzens-Universiteit af en werd een zelfstandige universiteit. Tegelijkertijd werden de deelbibliotheken voor geneeskunde samengevoegd tot een autonome universiteitsbibliotheek voor geneeskunde. In samenwerking met de Universiteitsbibliotheek Innsbruck en de Universiteitsbibliotheek Wenen speelt de Universiteitsbibliotheek Graz een belangrijke rol bij de oprichting van nationale en internationale syndicaten die een goedkoper gemeenschappelijk gebruik van elektronische tijdschriften en boeken tot doel hebben. Daarmee werd in 1998 begonnen en op 1 juli 2005 werd aan de Universiteitsbibliotheek Graz de Kooperation E-Medien Österreich opgericht. De Universiteitsbibliotheek Graz neemt ook op toonaangevende wijze deel aan het project Austrian Literature Online met als doel de Oostenrijkse literatuur te digitaliseren.

## Het personeel
Op het ogenblik van de integratie in de overheidsadministratie kreeg de universiteitsbibliotheek twee ambtenaren (een directeur en een bibliotheekbediende) toegewezen. In het begin van de 20e eeuw bestond het personeel uit zeventien personen, waaronder acht wetenschappelijk medewerkers. Bij de millenniumwisseling waren er in de bibliotheek 120 personen te werk gesteld.
| De directeuren van de Universiteitsbibliotheek Graz sinds de integratie in de overheidsadministratie | De directeuren van de Universiteitsbibliotheek Graz sinds de integratie in de overheidsadministratie |
| --- | --- |
| 1773-1774                                                                                            | Josef Bardarini (1708-1791), professor voor theologie en filosofie, rector                           |
| 1775-1778                                                                                            | Richard Tecker (1723-1798), professor voor dogmatiek                                                 |
| 1778-1783                                                                                            | Franz de Paula Tomicich (1729-), professor voor canoniek recht, rector                               |
| 1783-1797                                                                                            | Augustin Herz                                                                                        |
| 1798-1814                                                                                            | Josef Alois Jüstel (1765-1832), professor voor moraaltheologie, rector                               |
| 1817-1832                                                                                            | Markus Sandmann (1764-1832), auteur                                                                  |
| 1833-1852                                                                                            | Johann Krausler (-1852)                                                                              |
| 1853-1861                                                                                            | Leopold Michelitsch                                                                                  |
| 1861-1866                                                                                            | Karl Kreutzer                                                                                        |
| 1866-1880                                                                                            | Ignaz Tomaschek                                                                                      |
| 1880-1895                                                                                            | Alois Müller (1835-1901), hebraïst                                                                   |
| 1895-1903                                                                                            | Wilhelm Haas (1842-1918), vervolgens directeur van de Universiteitsbibliotheek Wenen                 |
| 1903-1910                                                                                            | Anton Schlossar (1849-1942), jurist                                                                  |
| 1910-1919                                                                                            | Johannes Peisker (1851-1933), later professor voor sociale en economische geschiedenis in Praag      |
| 1919-1924                                                                                            | Ferdinand Eichler (1863-1945), filoloog en professor voor bibliotheekwetenschap                      |
| 1924-1933                                                                                            | Jakob Fellin (1869-1951)                                                                             |
| 1934-1945                                                                                            | Franz Gosch (1884-1952), archeoloog en slavist                                                       |
| 1945-1953                                                                                            | Wolfgang Benndorf (1901-1959)                                                                        |
| 1954-1971                                                                                            | Erhard Glas (1906-1992)                                                                              |
| 1972-1988                                                                                            | Franz Kroller (1923-2000), jurist                                                                    |
| 1989-2006                                                                                            | Sigrid Reinitzer (1941-)                                                                             |
| 2004-                                                                                                | Werner Schlacher (1955-)                                                                             |

## Het boekenbestand

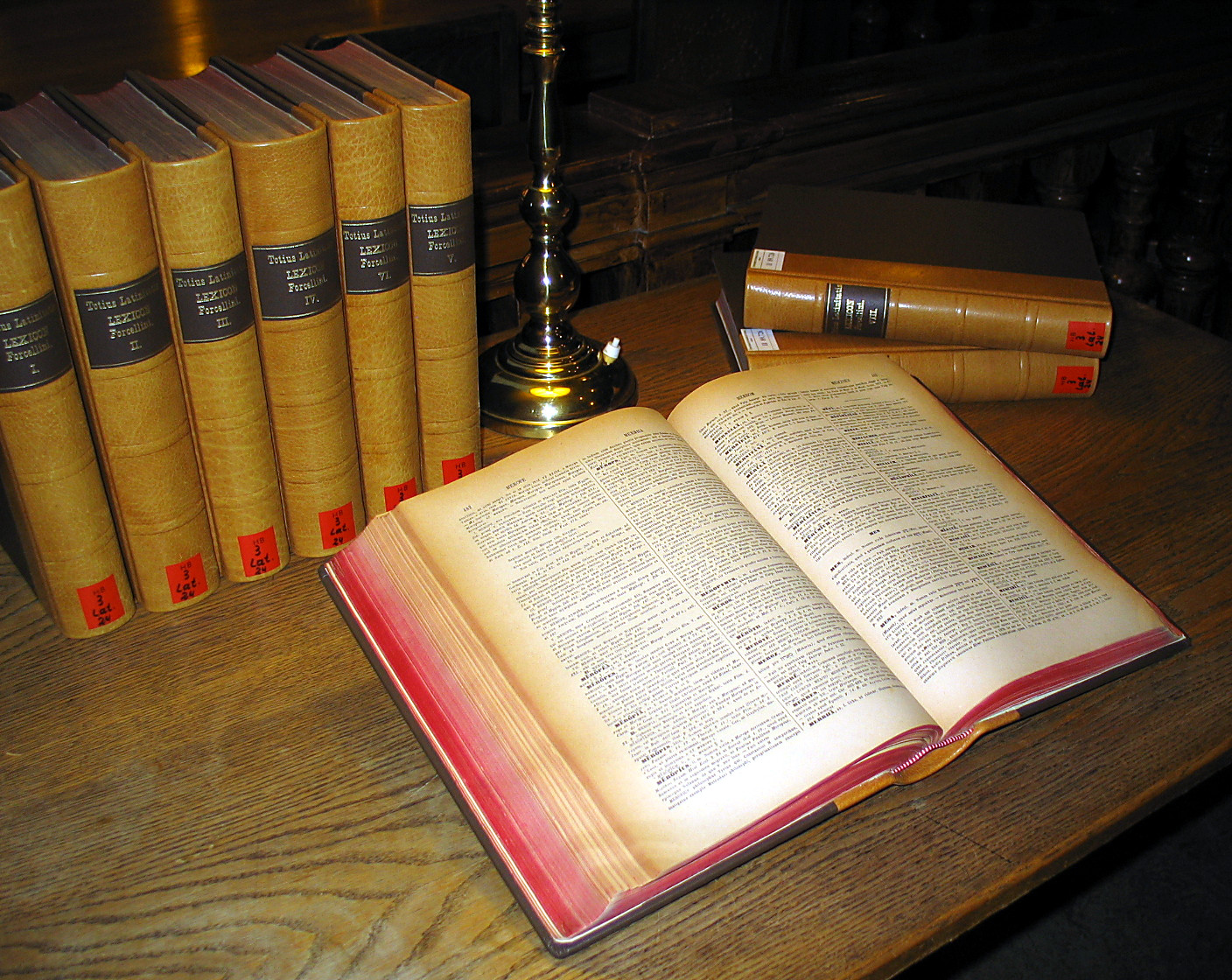
Een meerdelig Latijns woordenboek uit het bezit van de Universiteitsbibliotheek Graz

Het boekenbestand van de vroegere universiteitsbibliotheek is niet precies bekend. Voor het jaar 1773 spreekt een bron van 10.000 boeken, een andere voor 1776 van 42.000 boeken. Later zouden het er volgens andere, wel even onbetrouwbare bronnen, weer minder geweest zijn, in 1839 dan weer 50.000. Een telling in 1860 kwam uit op een bestand van ongeveer 38.000 gedrukte (gedeeltelijk ook meerdelige) boeken. Omstreeks 1879 waren het er 100.000, in de eerste jaren van de 20e eeuw 200.000. Op het ogenblik van de millenniumwisseling telde het totale boekenbestand van de Universiteitsbibliotheek Graz bijna 3 miljoen gedrukte boeken, meer dan 2000 manuscripten, ongeveer 1200 wiegendrukken (incunabelen), talrijke nalatenschappen van geleerden en ongeveer 1400 lopende tijdschriften.

## Speciale collecties
Het departement voor speciale collecties beheert de manuscripten en alle gedrukte werken die voor 1900 zijn ontstaan. Tot de opmerkelijkste handschriften op perkament behoren de vijf oudste Georgische handschriften. Ze dateren uit de 7de tot de 11de eeuw en komen uit het Katharinaklooster aan de voet van de berg Sinaï. Tot de belangrijkste handschriften op papier behoren brieven van Johannes Kepler aan Paul Guldin.
Ook papyri afkomstig uit Oxyrhynchus en Hibeh moeten vermeld worden. Ze werden gevonden tijdens opgravingen door de Britse Egypt Exploration Society tussen 1896 en 1907. Omdat de stad Graz de opgravingen financieel had ondersteund, kwamen deze manuscripten als wederdienst naar Graz. Het grootste gedeelte van de vondsten bevindt zich vandaag in het Ashmolean Museum in Oxford, in het British Museum in Londen en in het Egyptisch Museum in Cairo.